# David Gibbins
David Gibbins (* 1962 in Saskatoon) ist ein kanadischer Autor, Taucher und Unterwasserarchäologe.

## Leben
Gibbins studierte Geschichte an der Cambridge University und an der University of Bristol. Gibbins verfasste mehrere Bücher über seine Entdeckungen in der Unterwasserarchäologie. Zudem schrieb er zwei Romanserien, die Jack Howard Serie und die Total War Serie. Als Taucher gelangen ihm die Lokalisation mehrerer Schiffswracks.

## Werke (Auswahl)

### Romane

#### Jack Howard Serie
1. 2005: Atlantis, London: Headline and New York: Bantam Dell, ISBN 978-0-7553-2422-4
2. 2006: Crusader Gold, London: Headline and New York: Bantam Dell, ISBN 978-0-7553-2927-4
3. 2008: The Last Gospel, (The Lost Tomb in US), London: Headline and New York: Bantam Dell, ISBN 978-0-7553-3514-5
4. 2009: The Tiger Warrior, London: Headline and New York: Bantam Dell, ISBN 978-0-553-59125-5
5. 2010: The Mask of Troy, London: Headline and New York: Bantam Dell, ISBN 978-0-7553-5395-8
6. 2011: The Gods of Atlantis, (Atlantis God in US). London: Headline and New York: Bantam Dell, 2012, ISBN 978-0-7553-5398-9
7. 2013: Pharaoh, London: Headline and New York: Bantam Dell. ISBN 978-0-755-35403-0
8. 2014: Pyramid, London: Headline and New York: Bantam Dell. ISBN 978-0-755-35406-1

#### Total War Rome Serie
1. 2013: Total War Rome: Destroy Carthage. London: Macmillan. ISBN 978-0-230-77094-2

### Sachliteratur
- 1988. "Surgical instruments from a Roman shipwreck off Sicily." Antiquity 62 (235), S. 294–7.
- 1990. "The hidden museums of the Mediterranean." New Scientist 128 (1739), S. 35–40.
- 1990: (gemeinsam mit Christopher Chippindale), "Maritime archaeology." Antiquity 64 (243), S. 334–400.
- 1990: "Analytical approaches in maritime archaeology: a Mediterranean perspective". Antiquity 64 (243), S. 376–389.
- 1990: (gemeinsam mit Christopher Chippindale), "Heritage at sea: proposals for the better protection of British archaeological sites underwater". Antiquity 64 (243), S. 390–400.
- 1993: "Bronze Age wreck's revelations." Illustrated London News 281 (7116), S. 72–3.
- 1993: "Das im Mittelmeer verborgene Museum." Mannheimer Forum 92/93. Ein Panorama der Naturwissenschaften. Mannheim: Boehringer Mannheim, S. 175–243.
- 1995: "What shipwrecks can tell us." Antiquity 69:263, S. 408–411.
- 1996: (gemeinsam mit Mike M. Emery und Keith J. Mathews), The Archaeology of an Ecclesiastical Landscape. Chester Archaeology Excavation and Survey Report No. 9. Chester City Council/The University of Liverpool. ISBN 978-1-872587-09-7
- 1997: "Deleta est Carthago?" Antiquity 71 (271), S. 217–219.
- 1998: "Maritime archaeology", in: Shaw, I. und R. Jameson (Hrsg.) Dictionary of Archaeology. Oxford: Blackwell. ISBN 978-0-631-17423-3
- 2000: "Classical shipwreck excavation at Tektas Burnu, Turkey." Antiquity 74:283, S. 199–201.
- Gibbins, David, 2001, "Shipwrecks and Hellenistic trade." in Zofia H. Archibald et al. (eds.), Hellenistic Economies. London/New York: Routledge, S. 273–312. ISBN 978-0-415-23466-5
- 2001: (gemeinsam mit Jonathan Adams), Shipwrecks. World Archaeology 32.3. London: Routledge. ISSN 0043-8243
- 2001: (gemeinsam mit Jonathan Adams), "Shipwrecks and maritime archaeology." World Archaeology, 32:3, S. 279–291
- 2001: "A Roman shipwreck of c. AD 200 at Plemmirio, Sicily: evidence for north African amphora production during the Severan period." World Archaeology 32.3, S. 311–334